# 매천야록
매천야록(梅泉野錄)은 구한말 시기 유생 학자이자, 재야문인 황현이 1864년부터 1910년까지의 역사를 편년체로 쓴 기록물이다. 총 6권 7책으로 되어 있다. 황현은 1910년 경술국치의 16일 뒤에 자결했는데, 그 16일 동안의 사항은 고용주(高墉柱,1865~1930)가 기록했다. '매천'은 황현의 호이다.

## 개요
고종의 즉위 1년차인 1863년/1864년부터 갑오개혁 연도인 1894년 이전까지는 큰 사건들만 기록됐고 갑오개혁을 전후한 시점부터 1910년까지는 상세히 기록돼 있다.
기존의 유교적 사관에 크게 얽매이지 않은 문체임이 특징이다. 위정자들의 잘못이나 고종, 명성황후의 행적을 가차없이 비판했고, 서양 열강이라고 하여 특별히 부정적으로 보지는 않았으며, 당시 조선이 대국으로 섬겼던 청나라의 행각에 대해서도 신랄한 비판을 가하는 등 합리주의적 사관을 보여주고 있다.
다만, 황현이 고향에 칩거한 이후로 신문이나 저잣거리의 풍문, 지인들이 전하는 소식들도 기록하였기 때문에 이 야록을 직접 근거로 사용할 때는 출처나 교차검증이 필요하다.
그러나 다른 기록에서 찾아보기 힘든 귀중한 사료들이 망라되어 있어서 한말의 역사를 연구하는 데 반드시 읽어야 정도로 가치가 매우 높다. 기사 내용 중 1910년 8월 22일 한일병합조약이 체결된 뒤부터 황현이 자결할 때까지의 끝부분 10여 건은 그의 문인 고용주(高墉柱)가 추기(追記)한 것이다.

## 같이 보기
- 황현
- 구한말
- 갑오개혁
- 경술국치